# Tovo di Sant'Agata
Tovo di Sant'Agata (Tuf in dialetto valtellinese) è un comune italiano di 613 abitanti della provincia di Sondrio in Lombardia, situato ad est del capoluogo di provincia.

## Storia
L'insediamento abitato di Sant'Agata ha forse avuto origine in epoca romana. Il suo territorio era attraversato dalla via Spluga, strada romana che collegava Milano e il passo dello Spluga.
Da Tovo di Sant'Agata parte un versante di ascesa del Passo del Mortirolo affrontato una sola volta dal Giro d'Italia 2012. Il versante è particolarmente duro con un tratto sterrato-cementato, ma più irregolare rispetto al versante classico da Mazzo di Valtellina.

### Simboli
Con delibera del consiglio comunale n. 18 del 29 luglio 2009 il Comune ha adottato le proprie insegne.
Stemma
Lo stemma consiste in uno scudo «d'oro, alla muraglia in fascia di nero, munita di quattro merli alla ghibellina con il primo e l'ultimo poggianti ai rispettivi fianchi dello scudo e carica di un toro passante bellicoso d'oro; la muraglia sostenuta da un ponte ad un arco d'oro, gettato da un fianco all'altro dello scudo con la sua luce di verde, carica di quattro pali ondati di argento.»
Gonfalone
Il gonfalone è un «drappo partito di giallo e di nero caricato dallo stemma comunale con l'iscrizione centrata in argento, recante la denominazione Comune di Tovo di Sant'Agata.»
Bandiera
La bandiera si presenta: «Di giallo, alla muraglia in fascia di nero, munita di quattro merli alla ghibellina con il primo e l'ultimo poggianti ai rispettivi lati verticali del drappo e carica di un toro passante bellicoso di giallo; la muraglia sostenuta da un ponte ad un arco di giallo, gettato da un lato all'altro del drappo con la sua luce di verde, carica di quattro pali ondati di bianco.»

## Società

### Evoluzione demografica
Abitanti censiti

## Amministrazione
| Periodo        | Periodo        | Primo cittadino      | Partito      | Carica  | Note |
| -------------- | -------------- | -------------------- | ------------ | ------- | ---- |
| 14 giugno 2004 | 24 maggio 2014 | Giambattista Pruneri | Lista Civica | Sindaco |      |
| 25 maggio 2014 | in carica      | Corrado Canali       | Lista Civica | Sindaco |      |